# Oxandra martiana
Oxandra martiana är en kirimojaväxtart som först beskrevs av Diederich Franz Leonhard von Schlechtendal, och fick sitt nu gällande namn av Robert Elias Fries. Oxandra martiana ingår i släktet Oxandra och familjen kirimojaväxter. Inga underarter finns listade i Catalogue of Life.